# Erioptera (Erioptera) cervula
Erioptera (Erioptera) cervula is een tweevleugelige uit de familie steltmuggen (Limoniidae). De soort komt voor in het Palearctisch gebied.